# Aglaophenia pluma
Aglaophenia pluma är en nässeldjursart som först beskrevs av Carl von Linné 1767.  Aglaophenia pluma ingår i släktet Aglaophenia och familjen Aglaopheniidae. Arten har ej påträffats i Sverige. Inga underarter finns listade i Catalogue of Life.